# Cdc6

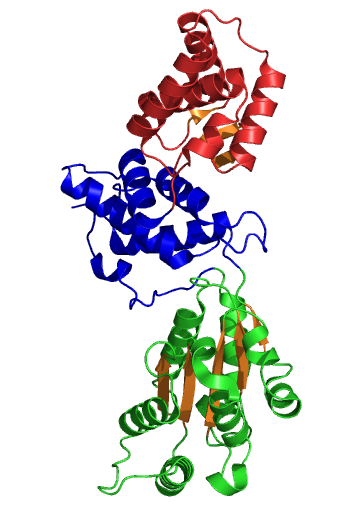
Estructura cristalina del Cdc6 en el Pyrobaculum aerophilum.

El Cdc6 es un regulador esencial de la replicación del ADN y juega un papel importante en la activación y el mantenimiento de los mecanismos de control en el ciclo celular que coordinan la fase S y la mitosis. Es parte del complejo pre-replicativo (pre-RC) y es necesario para la carga de mantenimiento de cromosomas Mini (MCM) las proteínas en el ADN, un paso esencial en la iniciación de la síntesis de ADN. Además, es miembro de la familia de la AAA + ATPasas y altamente asociado con el Orc1p. 
- Datos: Q5055656